# La spada che canta
La spada che canta è il secondo volume delle Cronache di Camelot, la serie di Jack Whyte. Il titolo originale è The Singing Sword. È stato pubblicato dalla Piemme.
Con questo volume termina la voce narrante del fabbro Publio Varro, gettando le basi per il narratore dei prossimi volumi, il celebre Merlino, nato da Pico Britannico figlio di Caio e dalla celtica Enid sorella di Ullic il re dei celti. La figlia maggiore di Publio, Veronica, sposa il figlio di Ullic donando a Varro un nipote: Uther Pendragon. Merlino e Uther sono dunque cugini accomunati dall'avere sangue misto sia romano che celtico.

## Trama
L’impero romano è ormai avviato verso la sua fine e la Britannia sta per inabissarsi nella lunga notte dei secoli bui. Barbari venuti dalle fredde terre del Nord invadono l‘isola con inaudita ferocia.
La storia ricomincia da dove si è interrotta e, nel drammatico affresco che va dipingendosi, ritroviamo Gaio Publio Varro e sua moglie Luceia, insieme all'amico Caio Cornelio Britannico, si battono per costruire un ultimo baluardo di legge e civiltà di fronte al buio che avanza: Camulod, l'insediamento che un giorno sarà Camelot. I due, alla guida della Colonia devono far fronte alle invasioni barbariche e alle razzie (il libro si apre con Varro che di ritorno da un viaggio d'affari per acquistare dei lingotti di ferro sferra un attacco contro un gruppo di razziatori giunti dal mare), sempre più frequenti. 
Oltre a questo Publio deve far fronte alle avances della promiscua Cilla Titente (che già nel libro precedente aveva tentato di approcciarsi all'uomo la notte prima delle sue nozze) che si fanno sempre più insistenti mettendo a dura prova la fedeltà dell'uomo alla moglie Luceia. Cilla arriva fino al punto di proporgli di guardarla mentre ha un incontro sessuale con un suo schiavo sordomuto in un bosco. La vicenda si conclude in tragedia con Domizio Titente, marito inconsapevole di Cilla, che una volta scoperte le tresche della moglie la uccide insieme a tutti gli schiavi e servi della sua casa per poi suicidarsi. 
La vicenda colpisce molto sia Publio che Luceia, i quali si rendono conto (complici episodi come disturbi da parte di alcuni ubriachi, risse o il furto di alcuni attrezzi) del diffondersi del crimine e della dissolutezza nella colonia. Dopo averne parlato con Caio i protagonisti decidono d'introdurre nella colonia un nuovo senato, sul modello di quello romano ma con delle donne chiamate a partecipare, con poteri di tribunale e nuove leggi al fine di riportare l'ordine. La necessità di nuovi ordinamenti ed organi diviene palese quando Publio una notte, di ritorno da un viaggio, soccorre Simeone, figlio di Ligno un carpentiere locale, trovandolo in condizioni disperate per le percosse subite dal padre violento. Ligno, oltre che padre e marito violento anche incestuoso, dopo essere stato esiliato dal nuovo consiglio della colonia, tornerà solo per morire dopo aver provocato l'incendio di alcuni granai della colonia.
Successivamente Publio e Caio avviano la costituzione di un corpo di cavalleria pesante per proteggere la colonia cominciando ad allevare gli stalloni adatti allo scopo ed a studiare l'armamento migliore. Tutto ciò avviene mentre Pico, figlio di Caio e stretto collaboratore di Flavio Stilicone, sta facendo la stessa cosa su larga scala.
Nel 396 d.c. però la forza militare della colonia, ormai attestatasi a un migliaio di guerrieri più i coloni ed i vicini alleati Celti Pendragon, viene finalmente notata dall'autorità romana costringendo i coloni a nuovi sforzi per occultarne la nascente potenza. I soldati vengono dunque nascosti nel forte celtico che i coloni stanno continuando a ricostruire e restaurare ed il forte stesso viene occultato. Purtroppo all'ispezione da parte delle truppe imperiali prende parte anche Claudio Seneca. Publio nel frattempo divenuto padre di diverse bambine (le prime due Vittoria e Rebecca moriranno per una epidemia ma Veronica, Lucilla e Dorotea riescono a sopravvivere) deve dunque affrontare la vendetta dell'antico nemico che incredibilmente è sopravvissuto per uno scambio di persona commesso da Varro nel libro precedente. 
Per sviarlo Caio, gli consegna Publio in veste di capo-brigante, che viene quindi portato a Londinium dove verrà processato e assolto da tutte le accuse da Stilicone reggente dell'Impero d'Occidente ed amico del figlio di Caio, Pico. Il tutto è aiutato dal fatto che Seneca sia una spia di Flavio Rufino, reggente dell'Impero d'Oriente e nemico di Stilicone, da poco rimasto ucciso lasciando Seneca senza protezione politica.
Dopo il processo Varro ha modo di reincotrare il vecchio amico Plauto, veterano da poco in pensione dall'esercito e insoddisfatto della vita da civile, e di invitarlo alla Colonia. Successivamente sventa un attentato alla propria vita e a quella di Pico, presumibilmente ordito da Seneca, durante un giorno di udienze pubbliche. Poco dopo i due, Pico e Varro, hanno modo di discutere delle divergenze religiose nate a Roma fra il vescovo Sant'Agostino e Pelagio che hanno profondamente colpito Pico.
Il Comandante Flavio Stilicone, aiuterà i protagonisti nelle battaglie contro i barbari dando al generale la possibilità di sperimentare proprio in Britannia l’introduzione della cavalleria pesante nell’esercito romano, contribuendo involontariamente alla futura cavalleria di Camelot. Stilicone riconoscerà formalmente l'esistenza della Colonia nominando inoltre Caio come Legatus Emericus della truppe irregolari in Britannia dando legalità sia all'insediamento che all'esercito clandestino della colonia e la possibilità di comprare stalloni per la loro cavalleria chiedendo loro di continuare la loro opera di salvaguardia della sicurezza nella loro zona. 
Tornati a casa re Ullic dei Celti Pendragon viene a far visita ai protagonisti mostrando il primo esemplare di un nuovo potente modello di arco: l'Arco lungo. Ullic propone inoltre il futuro matrimonio tra suo figlio Uric e Veronica figlia di Varro di lì a tre anni. Caio Britannico si rende conto che il puro lignaggio celtico di Uric e quello puramente romano di Veronica darà probabilmente origine ad un nuovo lignaggio regale in grado di unire e guidare in futuro i coloni romani e i Celti Pendragon in un unico popolo.
A seguito di un attacco alla villa del colono Vegenzio Sulla (dove Varro si imbatte per la prima volta in una sella franca provvista di staffe) portato avanti da razziatori provvisti di cavalli, il Consiglio della Colonia, che comincia a disporre le sedie in circolo (segnando la nascita della Tavola Rotonda) dispone che il forte celtico venga completamente restaurato il prima possibile,  la costruzione di una strada fino ad esso e infine che all'interno delle mura del forte sia costruita una sala dedicata alle riunioni del Consiglio in grado ospitare una pietra d'altare consacrata dal vescovo Alarico cosicché il luogo possa all'occorrenza trasformarsi in una chiesa. 
Il lavoro viene portato avanti e presto il forte viene dotato anche di case, caserme, recinti per gli animali, fucine, un sistema di approvvigionamento idrico (basato sulla vite di Archimede) ed altre strutture. 
Publio comincia a lavorare con il metallo di pietra del cielo (raccolto nel precedente romanzo) e dopo svariati tentativi riesce a forgiare Excalibur, spada che lascerà in eredità a suo nipote Uther.
Viene celebrato il matrimonio tra Veronica e Uric officiato dal vescovo Alarico con l'apposizione della pietra d'altare. Tra gli invitati si contano anche Enid, sorella di re Ullic, e Pico. I due innamoratisi al primo sguardo si uniscono in matrimonio il giorno successivo. Le due unioni saranno allietate dalla nascita di Uther Pendragon la prima e di Caio Merlino Britannico la seconda nel 401 d.c..
Il libro si chiude in maniera tragica: durante un periodo di incursioni barbare a sud del Vallo di Adriano, Pico viene prima ferito e poi richiamato a Roma da Stilicone cercando di portarsi dietro Seneca tuttavia proprio Seneca venuto a sapere del suo ferimento riesce a prendersi la sua vendetta irrompendo alla villa e riuscendo ad uccidere Caio, Enid e Plauto prima di trovare la morte per mano di Publio.

## Edizioni
- Jack Whyte, La spada che canta, traduzione di Susanna Bini, collana Pocket, Piemme, 2000,  p. 555, ISBN 88-384-4788-8.